# Magnus Brostrup Landstad
Magnus Brostrup Landstad  (Måsøy, Norvégia, 1802. október 7. – Kristiania, 1880. október 8.) norvég lelkész, zsoltárszerző és költő, aki kiadta a hagyományos norvég balladák első gyűjteményét 1853-ban. Művét tudománytalan módszerei miatt kritizálták, de ma már általánosan elfogadott, hogy jelentős mértékben hozzájárult a hagyományos balladák megőrzéséhez.

## Pályafutása
Apjával, Hans Landstaddal (1771-1838) élt, aki szintén lelkész volt, először 1806-tól Øksnesben, majd 1811-től Vinjeben és 1819-től Seljordban. 1827-ben teológiai végzettséget (cand. theol)  szerzett, ezt követően hat évig Gausdal lelkésze volt. Ezután különböző parókiákon dolgozott Telemarkban és Østfoldban, mielőtt 1859-ben a vestfoldi Sandar lelkésze lett. 1828-ban feleségül vette Marie Margrete Wilhelmine Lassent. Arról is ismert, hogy a kortárs norvég köznyelvet használta az általa írt himnuszokban, jelentősen hozzájárulva a norvég nemzeti romantika szelleméhez, amely ebben az időszakban erősödött Norvégiában.
Legnagyobb eredménye a Landstad-féle énektár volt, amelyet módosításokkal 1869-től egészen 1985-ig használtak a norvég (bokmål) egyházközségekben. A jelenlegi hivatalos egyházi énekeskönyv is számos általa írt vagy fordított himnuszt tartalmaz.
Unokatestvére volt Hans Peter Schnitler Krag.
Róla nevezték el a Seljordban működő Landstad-intézetet.

## Művei
- Norske Folkeviser, 1852
- Kirkesalmebok, 1869. Påbegynt, 1852

## Fordítás
- Ez a szócikk részben vagy egészben a Magnus Brostrup Landstad című angol Wikipédia-szócikk ezen változatának fordításán alapul.  Az eredeti cikk szerkesztőit annak laptörténete sorolja fel. Ez a jelzés csupán a megfogalmazás eredetét és a szerzői jogokat jelzi, nem szolgál a cikkben szereplő információk forrásmegjelöléseként.